# Route 235 (Vermont)
Pour les articles homonymes, voir Route 235.
La route 235 ou Morses Line Road est une route située dans le comté de Franklin, au Vermont (États-Unis). D'une longueur de 4,64 milles (7,47 km), elle relie Franklin au passage frontalier de Morses Line, à la frontière canadienne. L'ensemble du parcours est d'entretien municipal.
Elle débute à la jonction de la route 120 (en) à Franklin et se termine à la jonction avec la route 235, à la frontière Québec-Vermont.